# 仵楼镇
仵楼乡，是中华人民共和国山東省菏泽市曹县下辖的一个乡镇级行政单位。

## 行政区划
仵楼乡下辖以下地区：
仵楼村、南元村、袁窑村、蒋场村、李庄村、北宋村、大郭楼村、小郭楼村、周庄村、宋庄村、前张楼村、中张楼村、后张楼村、张坝村、尹庄村、谢集村、阎集村、菜园李村和中张庄村。